# Skyen
Skyen är en oljemålning från 1985 av den norske konstnären Odd Nerdrum. Den föreställer en naken man i läderhuva, sedd snett bakifrån, som blickar ut över ett landskap där ett kompakt mörkt moln ringlar över himlen.
År 2005 utsåg tidningen Morgenbladet målningen till ett av Norges tolv viktigaste konstverk från perioden 1945–2005. En version av målningen från 2005 såldes 2008 för 1,9 miljoner norska kronor, vilket var rekord för en Nerdrum-målning.
Originalversionen är allvarligt skadad då Nerdrum använde en oljeblandning som visade sig tåla värme dåligt. Målningen visades upp som försvar i Nerdrums skattemål 2011, då det norska skatteverket menade att Nerdrum hade smitit från skatt genom att gömma intäkter i ett österrikiskt bankfack. Nerdrum menade att pengarna var undanhållna för att kunna betalas tillbaka till köpare av eventuella förstörda målningar, och att hemlighetsmakeriet skedde för att inte riskera ett marknadsfall för Nerdrums övriga produktion.